# Jacaranda irwinii
Jacaranda irwinii es una especie de bignoniácea arbórea del género Jacaranda, familia Bignoniaceae.
Es nativa del nordeste de Brasil (Bahía).